# 墨爾本號航空母艦
墨尔本号航空母舰（英語：HMAS Melbourne (R21)）是曾隶属于澳大利亚皇家海军的轻型航空母舰，建造时为英国皇家海军威嚴級航空母艦的首舰威嚴号（HMS Majestic (R77)），1947年由澳大利亚国防军购买并于1955年建成服役。此舰從未真正參與過軍事衝突及实战，但却多次与其他船舶相撞及發生過多次嚴重事故，其中包括撞沉澳大利亞海军和美国海军的两艘驱逐舰共造成了155名水兵殉職。因为事故不断，墨尔本號被认为是艘“被厄运诅咒”的舰艇而于1982年被下令除役并解散其航空联队，计划由英国海军意图出售的无敌号航空母舰所取代（军购方案后来被取消），可之后重新启用为反潜直升机航母的预备役计划也被取消。
退役后的墨尔本号在1984年曾试图出售给悉尼某财团作为公海上的赌场船但招标计划失败，后尝试以170万澳元做废铁出售的计划也没有下文。墨尔本号在1985年2月被降价140万澳元卖予中国黃埔造船廠进行拆解，于四月底由拖船牵引离开悉尼港前往广州，沿途拖缆损坏两次并在昆士兰摩顿湾搁浅一次，最终在6月13日到达黄埔港。虽然澳方已拆除全部武器、动力系统和电子装备并焊死船舵，但却未拆除蒸汽弹射器和拦阻索等CATOBAR设备，这为当时尚处初期的中国航空母舰建造计划提供了逆向工程的技术价值。

## 建造
威嚴號由维克斯-阿姆斯特朗公司下轄的巴罗因弗内斯海軍造船廠負責建造，於1943年4月15日開始建造，于1945年2月28日由英國財政部大臣約翰·安德遜爵士的夫人主持其下水儀式。隨著第二次世界大戰結束，海军部下令終止英國的造艦計畫，包括已經下水的威嚴級及其同級的另外5艘姊妹艦。威嚴級的建造于1946年恢復，恢復建造的過程中修改了一些建造細節。
第二次世界大战结束时，澳大利亚皇家海军是世界第三大海军，澳大利亚政府的战后海军战略规划以多艘航空母舰组成的特遣舰队为中心
，最初规划购置三艘航空母舰，由于预算紧缩最后在1947年6月购置了两艘：威嚴号和姐妹舰可怖號（HMS Terrible)，总价澳镑275万。可怖號已接近完工，因此继续按照原定设计完成，1948年12月16日作为悉尼号航空母舰（HMAS Sydney (R17)）加入澳大利亚皇家海军。威嚴号则改变设计，添加最新科技及器材。在威严号继续建造期间，皇家海军将复仇号航空母舰（HMS Vengeance (R71)）借给澳大利亚皇家海军代替。
1949年，應澳大利亞海軍的購買要求，又增加了一些建造內容，包括液压飛機彈射器、5.5°的斜角甲板、助降鏡及一些新式雷達和武備。1955年1月，威嚴號在北愛爾蘭贝尔法斯特附近海域進行航海測試。10月，威嚴號更改名稱為墨爾本號，由澳洲駐英國高級專員托馬斯·懷特的夫人來命名。。墨爾本號配备了808、816和817飛行中隊，部署有固定翼飛機及直升機，具備了空戰、海上攻擊和對地攻擊的能力。同年，墨尔本號起航駛至澳大利亞，途中先後經過直布羅陀海峽、那不勒斯、馬爾他、蘇伊士運河、亞丁灣和科倫坡等地。1956年5月，抵達澳大利亞的悉尼港。

## 歷史
墨爾本號航空母艦的到來對於澳洲海軍來說本來是提升現代化及提高作戰能力的機會，然而其在服役過程中發生了多次重大事故。

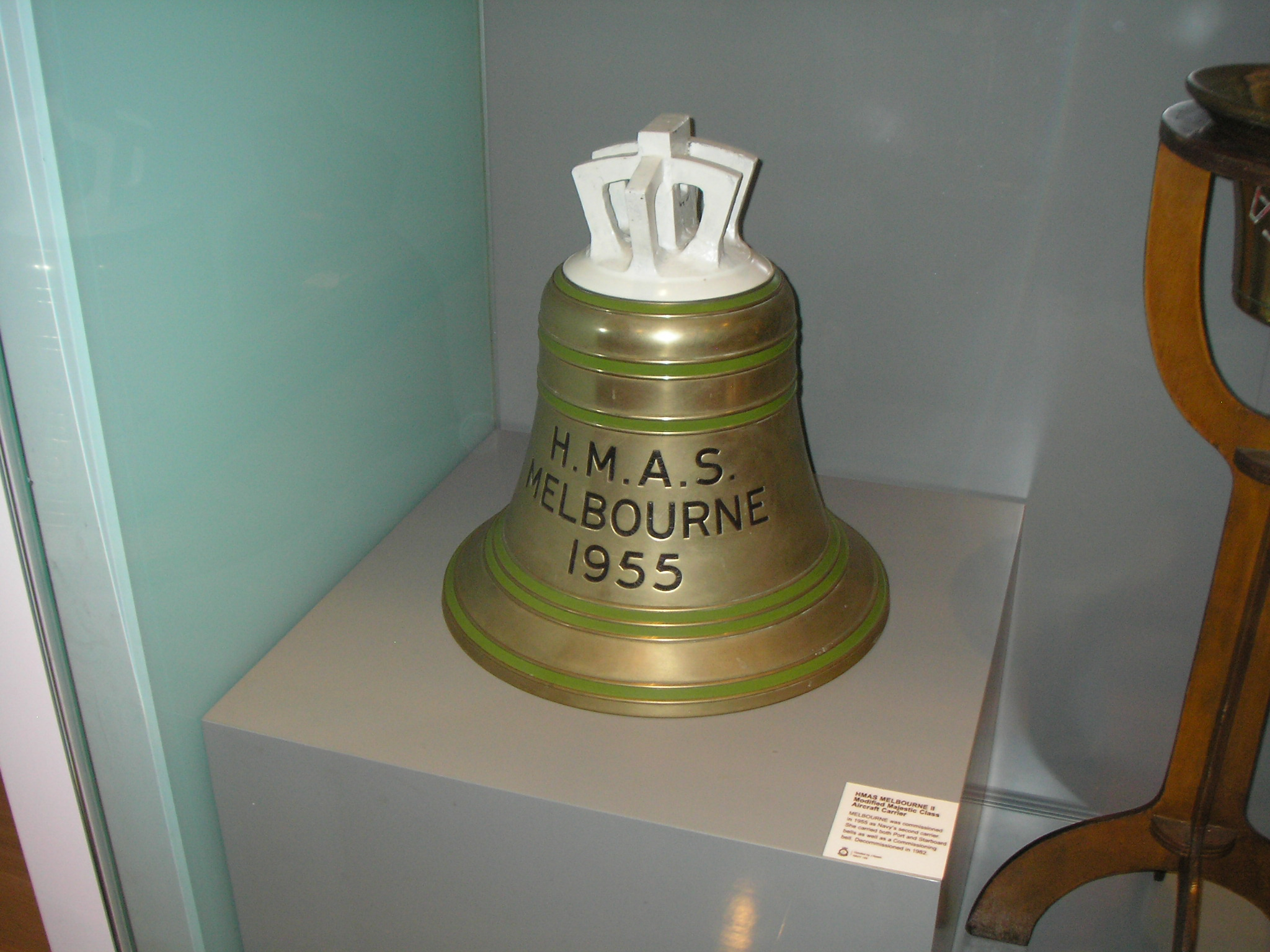
墨爾本號的航海鐘

1957年10月28日，墨爾本號抵達澳洲服役的一年半后，在阿德萊德港航行時與藍卡號商船相撞。由事故發生在港口中，故此受到損壞程度不高。
1964年2月10日，墨爾本號與其護航編隊的航海者號驅逐艦相撞。此次後者被墨爾本號從船身中部攔腰撞斷，成了兩半，其後沉沒。不過，澳洲海軍調查的結果是後者的艦長嚴重失職，偏航進入了墨爾本號的航道。被撞沉的驅逐艦共有82名官兵殉職，而由於驅逐艦排水量达数千吨，因此两舰相撞后，墨尔本號也受到重创。舰长罗伯森给海上委员会的軍艦损害报告说，墨爾本號虽然無人员伤亡，然而，许多地方已经损害。其中，1号和2号平衡水舱已经淹到了第5甲板，前舷和右舷亦撞出了洞，电缆舱也可能有窟窿。 
1964年年底至1967年年底，墨爾本號出訪了多個國家及地區，包括巴布亚新几内亚拉巴爾、新加坡港、馬來西亞槟城、日本橫濱和吴市及當時英屬香港等。此外，墨爾本號亦多次參加太平洋地區的軍事演習，包括“福特演习·64”和“海豹”等联合演习。其中，墨爾本號於1965年3月15日与英國皇家海軍进行联合演习，英國皇家海軍的軍艦包括了鷹號航空母艦和勝利號航空母艦。

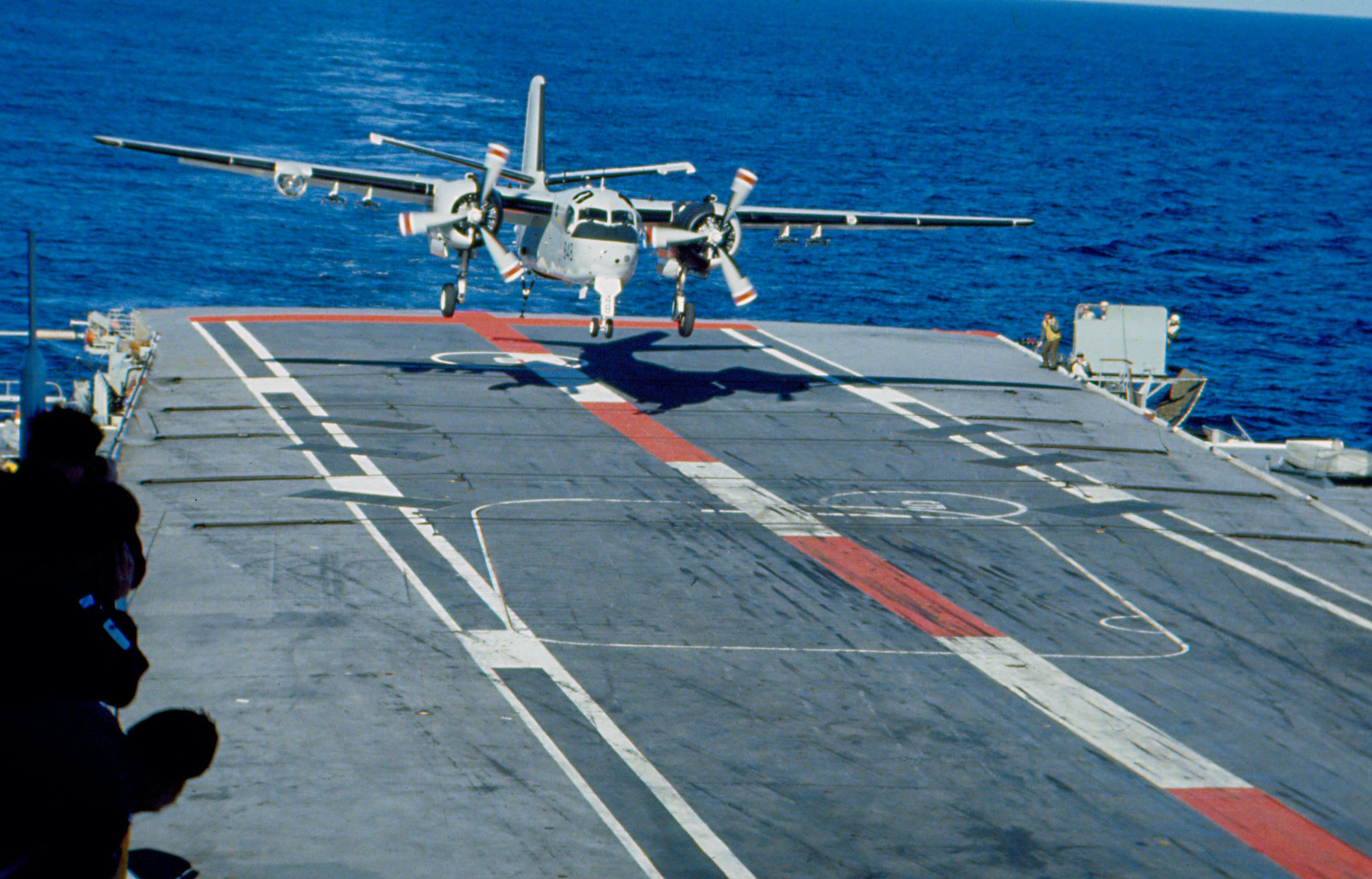
墨爾本號上的 S-2G反潜巡逻机

1967年秋，墨爾本號前往美国进行现代化改装，途中访问了夏威夷和加州旧金山。在圣迭戈，它接收了20多架新型艦載機，包括10架A-4“天鹰”攻击机和14架“跟踪者”反潜机。随后，墨尔本号开始在美国军港进行现代化的改装，时间一直持续到1969年。期间，整艘墨爾本號的电子系统进行了全部更换。随后，墨尔本号回到澳洲，开始了新的生涯。 
1969年6月3日，墨爾本號在南中國海巡航与美國海軍弗兰克·E·伊文思号驱逐舰 (DD-754) 一起进行“海妖”联合演习期間发生相撞，導致了後者被撞斷，當即沉沒，驅逐艦上73名官兵殉職。而事後的調查結果是美國海軍伊文思號驅逐艦的艦長當時在休息中，兩名負責瞭望觀察的軍官的失職致使驅逐艦進入墨爾本號的航道。

弗兰克·E·伊文思号與墨爾本號相撞事故中兩艦航線

事後美國軍隊取消了與墨爾本號的聯合演習，而墨爾本號則前往新加波進行緊急修理，后來墨爾本號返回悉尼港進行修繕工作。期間，事故仍然經常發生。1969年6月10日，墨爾本號與名為“馬魯”的船隻發生碰撞。1970年，墨爾本號在悉尼港內又再與一艘渡輪發生碰撞。
1972年10月15日，墨爾本號突然燃起大火，自帶的損管設施投入工作，消防員展開滅火任務。
1974年7月11日，墨爾本號又再與客輪相撞，此次事故不僅使到澳大利亞海軍震驚，亦使到澳洲人為之震驚，從此墨爾本號在澳洲人心目中成了惹禍的代名詞。
1976年7月24日，墨爾本號在悉尼港與一艘日本貨輪相撞。
1977年，受到英國皇家海軍艦隊校閱活動之邀請，澳洲派出了墨爾本號和布裡斯本號飛彈驅逐艦前往英國。活動結束后，墨爾本號前往英國造船廠進行維修。次年回到澳洲繼續進行改造工程，包括擴大飛行甲板、更換電戰系統。這樣的改造使得墨爾本號成為澳大利亞海軍最有戰鬥力的軍艦。
然而經過改造後的墨爾本號事故依舊，1979年，墨爾本號艦上的一台鍋爐發生爆炸，一些來不及躲閃的水兵受傷。同年8月22日，墨爾本號在太平洋巡弋，位於桅杆頂部的雷達天線罩突然鬆脫掉落大海，由於落水的零部件是該艦雷達系統的重要部份，因此該艦的工作人員迅速組織打撈工作，但是無果而終。此時一些軍事評論員認為，墨爾本號如此的狀態根本無法進入實戰。

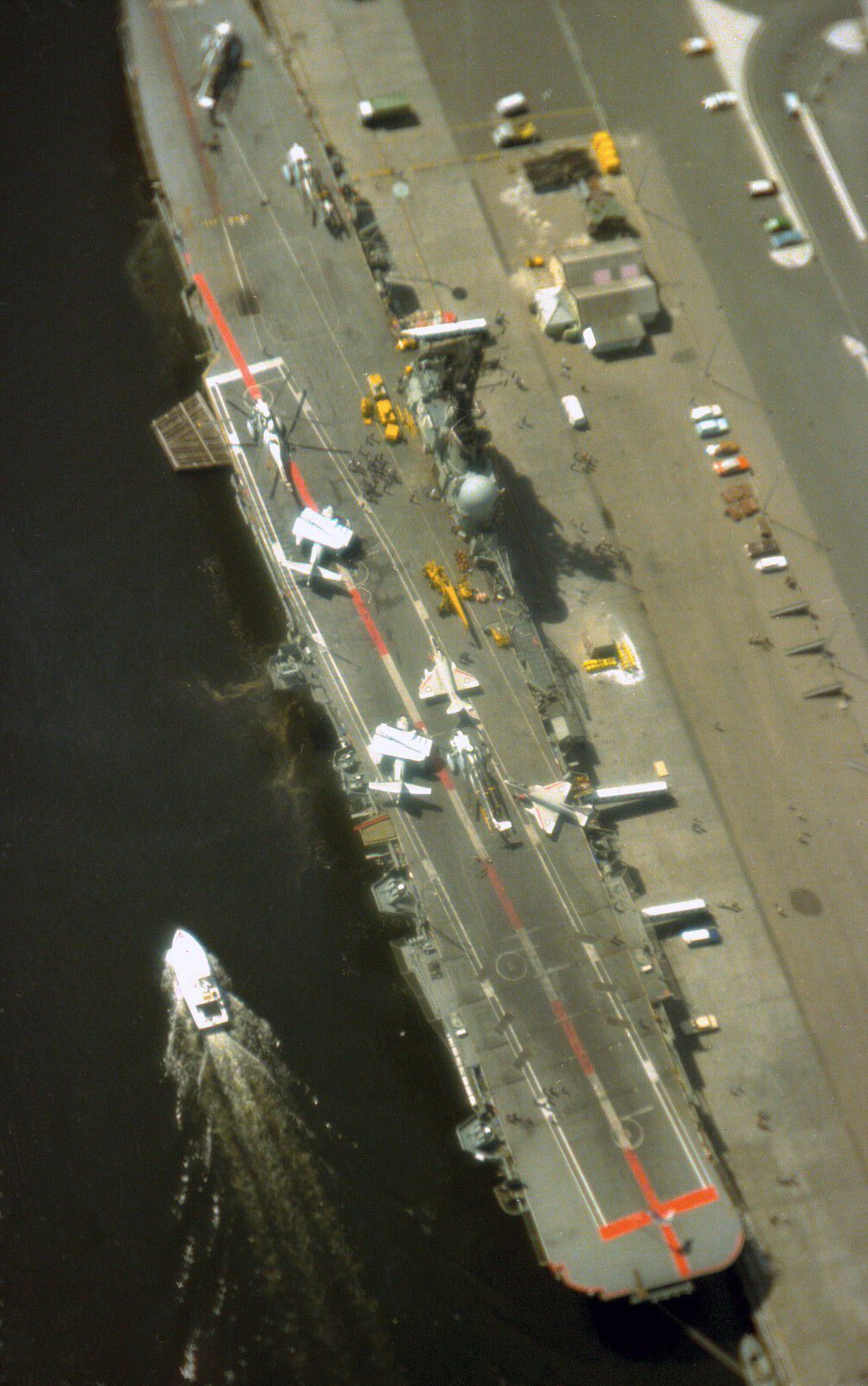
1980年空中俯拍的墨爾本號

### 退役
由於墨爾本號接連的事故，從來未有參與戰事，就造成了大量人員殉職及帶來重大損失，澳大利亞皇家海軍對其徹底失望，墨爾本號於1982年進入預備役封存。由於受到當時英國以2.5億美元出售勝利號航空母艦的影響，及鑑於福克蘭戰爭中航空母艦的作用大不如前的表現，及反艦飛彈技術的提高，澳洲皇家海軍最終不僅放棄了購買勝利號的意向，更決定將墨爾本號解體處理。
接下來墨爾本號被拆除了大部份的儀器裝備并焊死了船舵和驱动系统，於1985年作為廢鐵卖給了中國聯合拆船公司。同年5月21日，墨爾本號被轉移到廣州黃埔造船廠。在廠方員工通報後，解放軍方面開始就此艦進行技術資料搜集（尤其是并未被澳方拆除的蒸汽彈射器、拦阻索、光学着舰辅助系统等，為後來的048工程提供了技術經驗），直至2002年才進行解體工程。